# Josef Stadler (Theologe)

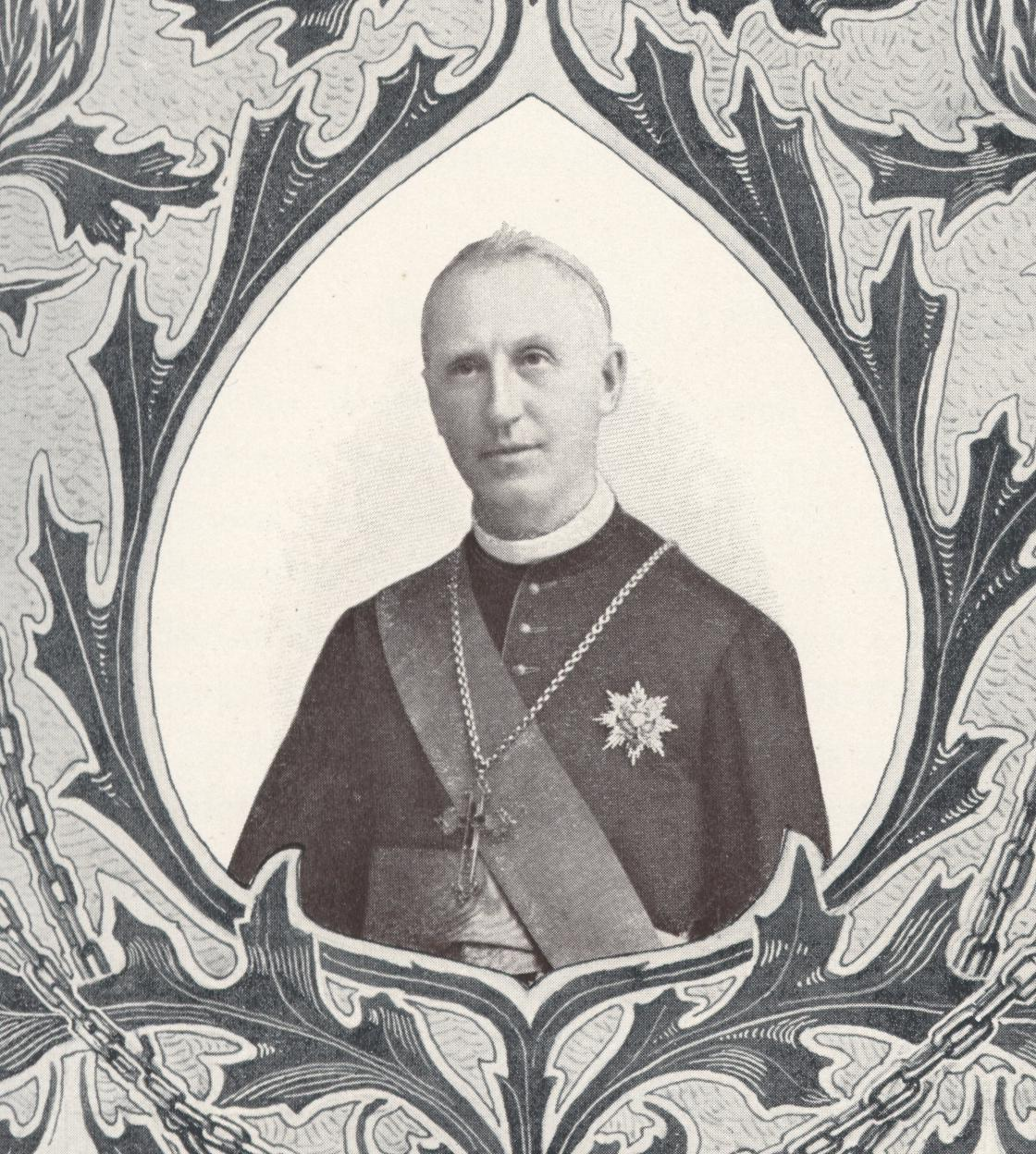
Erzbischof Joseph Stadler (1900)

Josef Stadler (* 24. Januar 1843 in Slavonski Brod; † 8. Dezember 1918 in Sarajevo) war Erzbischof des römisch-katholischen Erzbistums Vrhbosna. 

## Leben
Seine Eltern stammten aus Slavonski Brod. Als Josef Stadler elf Jahre alt wurde, starben seine Eltern kurz nacheinander. Als Waisenkinder kamen seine Geschwister und er zu verschiedenen Familien in der Stadt Slavonski Brod. Er besuchte die Schule in seiner Heimatstadt und setzte seine Schulbildung im erzbischöflichen Waisenhaus in Požega (Kroatien) und Zagreb fort. Dort besuchte er das Gymnasium. Er entschloss sich, römisch-katholischer Priester zu werden. Als Priesteramtskandidat des Erzbistums Zagreb erlangte er an der Päpstlichen Universität Gregoriana den Doktortitel in Philosophie und Theologie. Am 24. Mai 1868 empfing er in Rom die Priesterweihe.
Er kehrte nach Zagreb zurück und unterrichtete als Gymnasiallehrer im dortigen Priesterseminar. Danach war er an der Zagreber katholisch-theologischen Fakultät als Professor tätig.
Papst Leo XIII. ernannte ihn im Jahre 1881 zum ersten Erzbischof des Erzbistums Vrhbosna (Sarajevo). Die Bischofsweihe spendete ihm Kurienkardinal Raffaele Monaco La Valletta, am 20. November 1881. Mitkonsekratoren waren die Kurienerzbischöfe Giulio Lenti und Antonio Maria Grasselli OFMConv.
Von 1882 bis 1884 war er auch Apostolischer Administrator des neu errichteten Bistums Banja Luka. Er fühlte sich seiner pastoralen Aufgabe sehr verpflichtet. Er ließ in Sarajevo den Dom, das Priesterseminar mit der Kirche der hl. Kyrill und Methodius, sowie die Gebäude für das Domkapitel und das Ordinariat bauen. In der bosnisch-herzegowinischen Stadt Travnik ließ er ein Gymnasium samt Knabenseminar errichten. Er ließ auch in anderen Orten seines Bistums mehrere Kirchen und Frauenklöster errichten. Die Frauenkongregation der „Dienerinnen vom Kinde Jesus“ wurde von ihm gegründet. Auch für Obdachlose und alte, verlassene Menschen ließ er in Sarajevo ein Heim errichten. Für Waisenkinder in der Stadt wurden die Waisenhäuser „Betlehem“ und „Egipat“ gebaut. Die römisch-katholische Bevölkerung in Bosnien und Herzegowina und auch andere Menschen unterschiedlicher religiöser Bindung verehrten ihn als den „Vater der Armen“. Als Bischof hatte er qua Verfassung 1910 bis 1915 eine Virilstimme im Landtag von Bosnien und Herzegowina. Josip Stadler starb am Fest der Unbefleckten Empfängnis Mariä, im 75. Lebensjahr und wurde im Dom zu Sarajevo beigesetzt. Am 12. April 1997 betete Papst Johannes Paul II. an seinem Grab. Der Prozess für seine Seligsprechung wurde am 20. Juni 2002 in Sarajevo eingeleitet.